# مارتن جيمس مونتي
مارتن جيمس مونتي (بالإنجليزية: Martin James Monti)‏ هو طيار أمريكي، ولد في 21 أبريل 1920 في سانت لويس في الولايات المتحدة، وتوفي في 11 سبتمبر 2000 في ميزوري في الولايات المتحدة.